# 江湾五角場

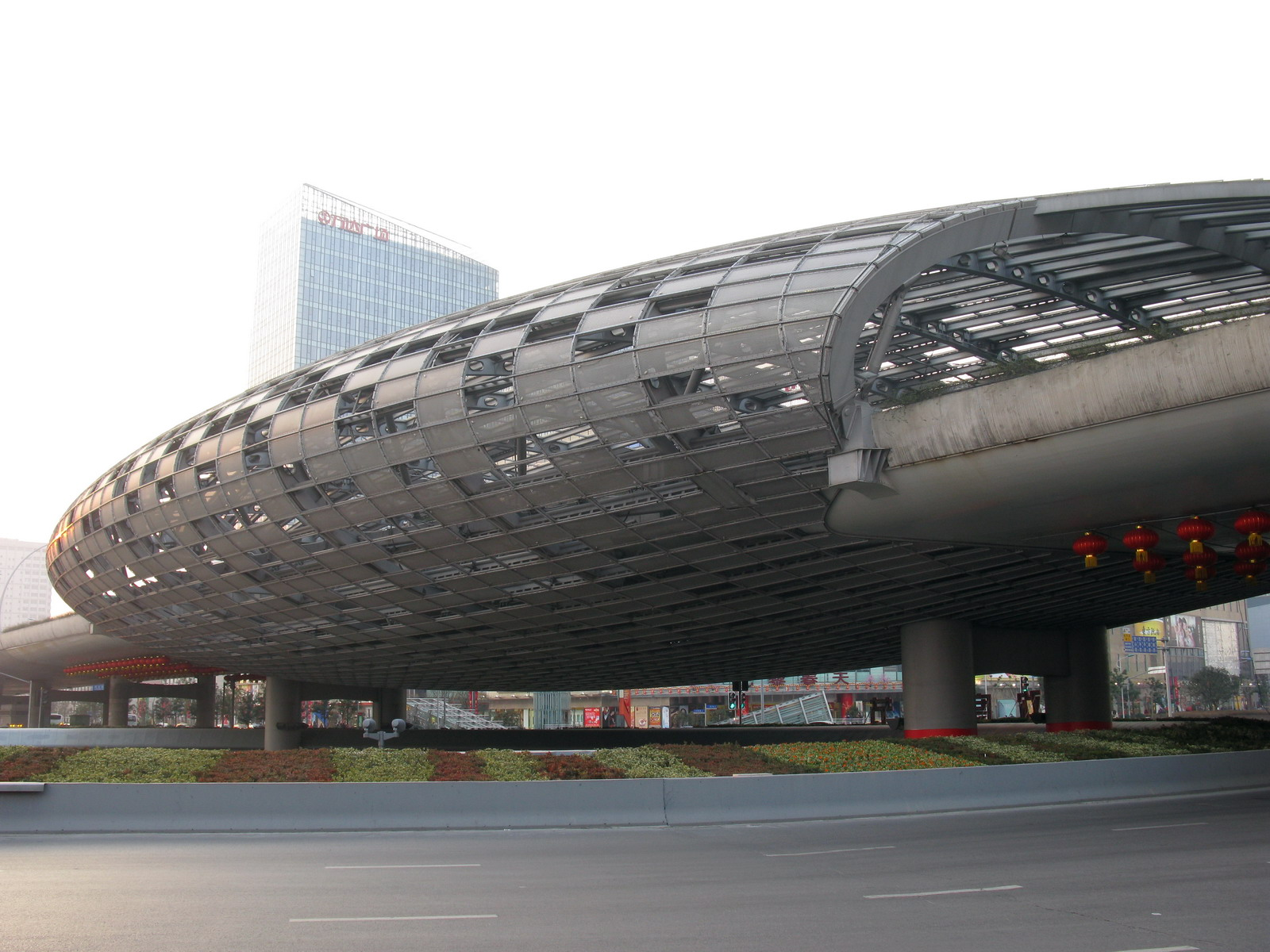
五角场

江湾五角場（こうわん ごかくじょう）は上海市東北部の楊浦区にある地域である。四平路、黄興路、翔殷路、淞滬路、邯鄲路5つの道路の交差点であることから命名された。
20世紀初頭の五角場は郊外の荒野だったが、復旦大学の移転と大上海計画で大きく発展した。現在は上海の10大商業中心地の一つであり、上海四大副都心でもある。